# Барвінський Олександр Петрович
Барвінський Олександр Петрович (24 червня 1955, м. Миколаїв) — диригент. Заслужений діяч мистецтв України (2001). 

## Життєпис
Закінчив Московську (1982, клас диригування Клавдія Птиці) та Київську (1987, клас диригування Степана Турчака) консерваторії. 
1982—83 — викладач Миколаївського музичного училища. Від 1987 — асистент диригента, з 1996 — диригент Національного академічного театру опери і балету України. 
Брав участь у фестивалях швейцарського мистецтва (Київ, 1992), оперного мистецтва (Костельон, Іспанія, 2001). Гастролював у Німеччині (2002). У репертуарі — твори українських (зокрема, Миколи Лисенка, Михайла Вериківського), російських (поміж них — Модеста Мусоргського та Петра Чайковського) та західно-європейських композиторів.

## Джерело
Барвінський Олександр Петрович // Українська музична енциклопедія / Г. Скрипник. — Інститут мистецтвознавства, фольклористики та етнології ім. М. Т. Рильського НАН України. — Київ, 2006. — Т. 1. — С. 144 . — ISBN 966-02-4100 (Т. 1).
| Диригент | Це незавершена стаття про диригента або диригентку. Ви можете допомогти проєкту, виправивши або дописавши її. |